# Константиновская городская община
Константи́новская городска́я общи́на (укр. Костянти́нівська міська́ громада́) — территориальная община в Краматорском районе Донецкой области Украины. Административный центр — город Константиновка.
Образована 12 июня 2020 года путём объединения Константиновского городского совета, Белокузьминовского, Веролюбовского, Марковского, Николаевского, Новодмитровского и Предтечинского сельских советов. Первые выборы городского совета и городского головы общины прошли 25 октября 2020 года. Площадь общины — 454,5 км². Население — 75 098 человек (2020).

## Населённые пункты
В состав общины входят 1 город (Константиновка), 18 сёл (Белая Гора, Белокузьминовка, Веролюбовка, Дылеевка, Иванополье, Ижевка, Клиновое, Майское, Марково, Николаевка, Нелеповка, Новомарково, Александро-Шультино, Подольское, Попасное, Предтечино, Ступочки, Фёдоровка) и 5 посёлков (Безымянное, Молочарка, Новодмитровка, Стенки, Червоное).

### Старостинские округа
В Константиновской городской общине образовано 7 старостинских округов Константиновского городского совета от 24 декабря 2020 года № 7/2 — 14 «Об образовании старостинских округов».
| Старостинский округ | Населённые пункты                                                | Староста                       | Адреса                                  | Изображение |
| ------------------- | ---------------------------------------------------------------- | ------------------------------ | --------------------------------------- | ----------- |
| Белокузьминовский   | Белокузьминовка                                                  | Загурская Ирина Викторовна     | с. Белокузьминовка, ул. Школьная, 8     |             |
| Веролюбовский       | Веролюбовка, Безымянное, Попасное, Клиновое                      | Колесник Виталия Владиславовна | с. Веролюбовка, ул. Школьная, 34        |             |
| Иванопольский       | Иванополье, Александро-Шультино, Нелеповка, Дылеевка, Белая Гора | Лукичева Людмила Владимировна  | с. Иванополье, ул. Садовая, 35б         |             |
| Марковский          | Марково, Майское, Новомарково, Фёдоровка                         | Бударева Светлана Николаевна   |                                         |             |
| Николаевский        | Николаевка, Подольское                                           | Киценко Светлана Владимировна  | с. Николаевка, ул. Чкалова, 31          |             |
| Новодмитровский     | Новодмитровка, Ижевка, Молочарка, Стенки, Червоное               | Яковлев Николай Дмитриевич     | пос. Новодмитровка, ул. Солнечная, 13/2 |             |
| Предтечинский       | Предтечино, Ступочки                                             | Лидия Владимировна Удовенко    | с. Предтечино, ул. Минская, 1           |             |